# اسب در کت و شلوار فلانل خاکستری
اسب در کت و شلوار فلانل خاکستری (به انگلیسی: The Horse in the Gray Flannel Suit) فیلمی محصول سال ۱۹۶۸ و به کارگردانی نورمن توکار است. در این فیلم بازیگرانی همچون دین جونز، دایان بیکر، لیولد بوچنر، فرد کلارک، مانی آمستردام، کرت راسل، الن جانو، لورن تاتل، الن هیوئیت، جون مارشال و آدام ویلیامز ایفای نقش کرده‌اند.